# میکائیل راووکس
میکائیل راووکس (انگلیسی: Mickaël Ravaux؛ زادهٔ ۲ ژانویهٔ ۱۹۷۹) بازیکن فوتبال اهل فرانسه است.
از باشگاه‌هایی که در آن بازی کرده‌است می‌توان به باشگاه فوتبال لو مان، باشگاه فوتبال سوشو، و باشگاه فوتبال کن اشاره کرد.
وی همچنین در تیم ملی فوتبال زیر ۲۱ سال فرانسه بازی کرده‌است.